# Pixel 4
 Pixel 4 и Pixel 4 XL — Android смартфоны из линейки Google Pixel, являющиеся преемниками Pixel 3. Телефоны были официально анонсированы 15 октября 2019 года и выпущены в США 24 октября 2019 года.

## История
Google подтвердил дизайн устройства в июне 2019 года после того, как его рендеринг был опубликован в сети.
В США  Pixel 4 стал первым телефоном Pixel, который был выпущен продажу всеми основными операторами беспроводной связи, так-как предыдущие флагманские модели Pixel были выпущены как эксклюзивы для операторов Verizon и Google Fi
10 января 2020 года цена Pixel 4 упала ниже цены Черной пятницы.

## Характеристики

### Дизайн и начинка

Схема задней части Pixel 4; черный квадрат в верхнем левом углу — это модуль камеры.

Pixel 4 и 4 XL сконструированы с использованием алюминиевой рамы и Gorilla Glass 5 . Устройства были выпущены в цветах Just Black, Clearly White и Oh So Orange, причем модели белого и оранжевого цвета имеют матовое, «мягкое на ощупь» стекло, а модели черного цвета — глянцевую. Кнопка питания акцентирована и выполнена из пластика .

## Критика
Pixel 4 получил общий балл 112 от DXOMARK, что на 10 пунктов выше, чем у его предшественника. Он получил 117 баллов за фото, 101 балл за видео и 92 балла за селфи камеру. Камера получила достаточно высокую оценку за ее работу в условиях низкой освещенности.
Pixel 4 и 4 XL получили в целом положительные отзывы от критиков, с похвалой отнеся фотографическим возможностям устройств, переход от 4 ГБ ОЗУ к  6 ГБ, а 90 Гц были раскритикованы так-как включение этой функции влияет неблагосклонно на время автономной работы,так же вызвала критику малое количество не расширяемой памяти на устройстве, отсутствие ультра-широкоугольного объектива камеры, удаление датчика отпечатков пальцев ,отсутствие 4K 60 к/c записи видео, отсутствие наушников или адаптера в коробке, плохое обнаружение системы Motion Sense и высокая цена по сравнению с другими флагманскими смартфонами. Google Pixel 4 также подвергся критике за то, что он не предоставил неограниченное несжатое облачное хранилище для фото и видео, как у Pixel, Pixel 2, Pixel 3.

## Проблемы смартфона
- Видео, записанные с помощью сторонних приложений, таких как Instagram и Snapchat, имеют странные звуки на заднем плане.[19]

### Исправлены проблемы
- Pixel 4 не требуется зрительного контакта с телефоном при использовании распознавания лица для разблокировки устройства, что вызывает обеспокоенность по поводу конфиденциальности, поскольку устройство может быть разблокировано, даже если глаза пользователя закрыты.[20] Позднее Google выпустил обновление в апреле 2020 года, в котором добавлена опция, при которой нужно открыть глаза при разблокировке лица.[21]
- Pixel 4 автоматически снижает частоту обновления дисплея до 60 Гц, если яркость экрана установлена ниже 75 процентов. Google выпустил исправление для этого в обновлении ноября 2019 года.[22][23]
- При определенных условиях освещения «исправление» баланса белого в Pixel 4 может привести к получению фотографий с неточным отображением цвета. Google выпустил исправление в обновлении за ноябрь 2019 года.[24]